# Nestícids
Els nestícids (Nesticidae) són una petita família d'aranyes araneomorfes. Són una família propera als terídids i fan una teranyina embolicada com ells, i també tenen una mena de pinta de pèl serrat en el tars posterior que utilitzen per estirar la seda de les fileres. Moltes espècies viuen en coves i en hàbitats similars. El gènere Nesticus és el prototipus de la família i es troba per tot el món.

## Sistemàtica
Amb la informació recollida fins al 31 d'agost de 2006 i hi havia citats 9 gèneres i 204 espècies; amb data a 25 de desembre de 2018 ja s'han reconegut 16 gèneres i 278 espècies. La majoria formen part del gènere Nesticus amb 124 espècies. La seva distribució és molt extensa i es poden trobar per tot el món, excepte en una petita franja molt septentrional.
- Aituaria Esyunin & Efimik, 1998 (Rússia, Geòrgia)
- Canarionesticus Wunderlich, 1992 (Illes Canàries)
- Carpathonesticus Lehtinen & Saaristo, 1980 (Europa Oriental, Itàlia)
- Cyclocarcina Komatsu, 1942 (Japó)
- Domitius Ribera, 2018 (Espanya, Portugal, Itàlia)
- Eidmannella Roewer, 1935 (arreu del món)
- Gaucelmus Keyserling, 1884 (Àfrica, Austràlia, Àsia)
- Hamus Ballarin & Li, 2015 (Xina, Tibet, Filipines)
- Kryptonesticus Pavlek & Ribera, 2017 (Balcans, Grècia, Bulgària, Turquia)
- Nescina Ballarin & Li, 2015 (Xina, Singapur)
- Nesticella Lehtinen & Saaristo, 1980 (Àfrica, Àsia, Austràlia)
- Nesticus Thorell, 1869 (Amèrica, Euràsia)
- Pseudonesticus Liu & Li, 2013 (Xina)
- Speleoticus Ballarin & Li, 2016 (Xina, Japó)
- Typhlonesticus Kulczyński, 1914 (Montenegro)
- Wraios Ballarin & Li, 2015 (Xina)

### Fòssils
Segons el World Spider Catalog versió 19.0 (2018), existeixen les següents espècies fòssils:
- †Balticonesticus Wunderlich, 1986
- †Eopopino Petrunkevitch, 1942
- †Heteronesticus Wunderlich, 1986
- †Hispanonesticus Wunderlich, 1986

### Superfamília Araneoidea
Els nestícids havien format part de la superfamília dels araneoïdeus (Araneoidea), al costat de tretze famílies més entre les quals cal destacar pel seu nombre d'espècies: linífids, aranèids, terídids i tetragnàtids.
Les aranyes, tradicionalment, havien estat classificades en famílies que van ser agrupades en superfamílies. Quan es van aplicar anàlisis més rigorosos, com la cladística, es va fer evident que la major part de les principals agrupacions utilitzades durant el segle XX no eren compatibles amb les noves dades. Actualment, els llistats d'aranyes, com ara el World Spider Catalog, ja ignoren la classificació de superfamílies.